# Live Earth上海演唱会
Live Earth上海演唱会是2007年7月7日横跨全球并24小时同步直播的活乐地球系列演唱会的一部分，此活动由联合国开发计划署和美国前副总统戈尔联手组织。演唱会在东方明珠电视塔下举行。

## 演员
到场的明星有：
- 莎拉·布莱曼
- 黄耀明
- 陈奕迅
- 容祖儿
- 许慧欣
- 辛晓琪
- 黄晓明
- Soler
- 女子十二乐坊
- 我型我秀和加油好男儿的参赛选手等